# Álbum en vivo

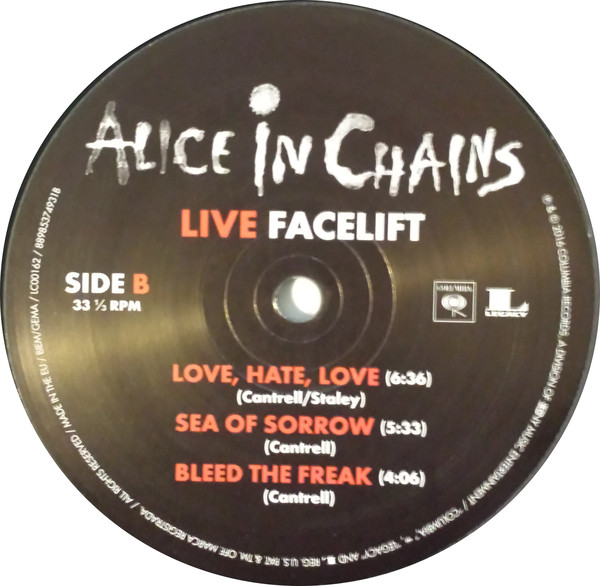
LP del álbum en vivo de Alice in Chains, Live Facelift (2016)

Álbum en vivo o álbum en directo se refiere a una grabación de audio realizada en un concierto, en diferentes pistas que dan como resultado una grabación master, posteriormente remasterizada y finalmente publicada en el mercado mediante un sello discográfico en formato casete, VHS, si acompañan imágenes, CD, DVD, disco de vinilo, o por distribución en descarga continua.